# Anthí
Anthí är en ort i Grekland.   Den ligger i prefekturen Nomós Serrón och regionen Mellersta Makedonien, i den nordöstra delen av landet, 300 km norr om huvudstaden Aten. Anthí ligger 20 meter över havet och antalet invånare är 584.
Terrängen runt Anthí är platt åt nordost, men åt sydväst är den kuperad. Runt Anthí är det glesbefolkat, med 17 invånare per kvadratkilometer. Närmaste större samhälle är Serrai, 16,0 km norr om Anthí. I omgivningarna runt Anthí växer i huvudsak blandskog.